# Polissoirs de Poussendre
Les polissoirs de Poussendre sont situés au lieu-dit Poussendre sur la commune de Bons-Tassilly, en France, dans le département du Calvados.

## Description
Ces polissoirs ont été découverts en 1912 sur les rives du Laizon. Leur surface est creusée de longs sillons formés par le frottement des silex lors du polissage des pierres et haches taillées.
Les premières traces de la présence humaine sur ce site du Mont-Joly à Soumont-Saint-Quentin datent du Paléolithique. Il s'agit de silex taillés trouvés autour d'un abri sous roche et sur le plateau où se trouvent les menhirs des Longrais. Au Néolithique, les hommes pratiquent l'agriculture et défrichent les bois pour en faire des champs. Ils utilisent alors des haches dont les ébauches sont achevées par frottement sur des roches abrasives en grès au bord de la rivière. Ce travail long et pénible a laissé des stigmates caractéristiques dans la pierre sous forme de cuvettes et de rainures profondes. Plusieurs autres polissoirs ont été découverts dans cette même vallée. En 1983, un polissoir a été découvert sur la commune voisine de Ouilly-le-Tesson.
Un premier polissoir sur la rive droite du Laizon fait l’objet d’une inscription au titre des monuments historiques depuis le 24 août 1976.
Un deuxième polissoir sur la rive gauche fait l’objet d’une inscription au titre des monuments historiques depuis le 24 août 1976.

## Galerie

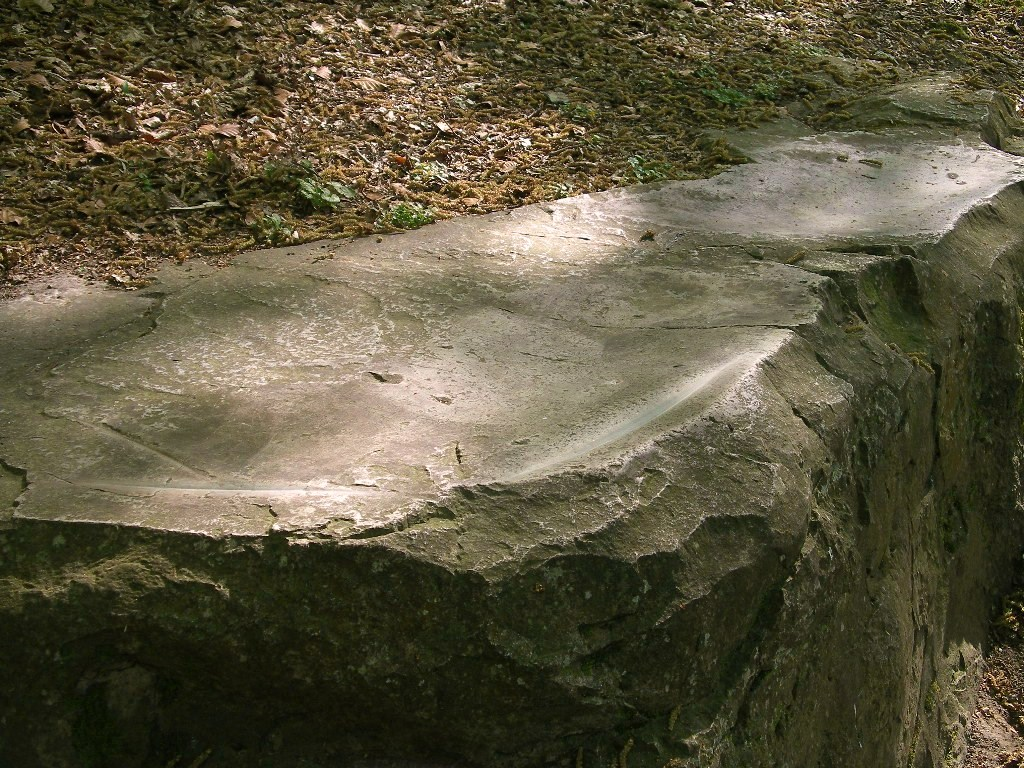
Polissoir sur la rive droite (inscrit MH).
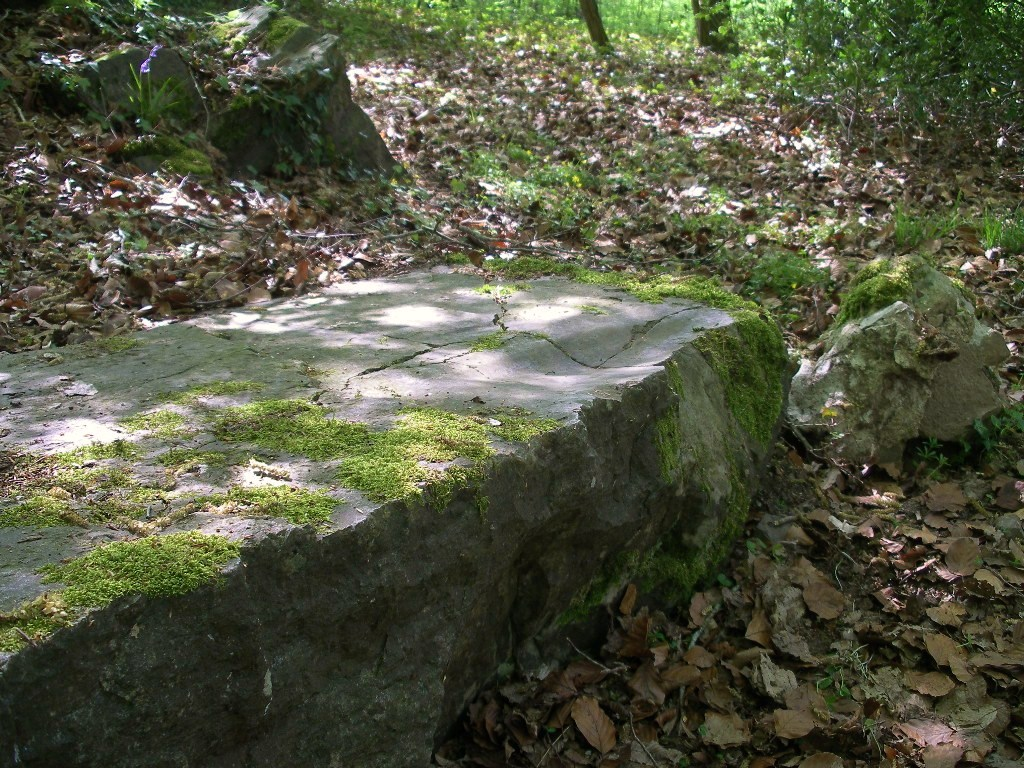
Autre polissoir sur la rive droite.
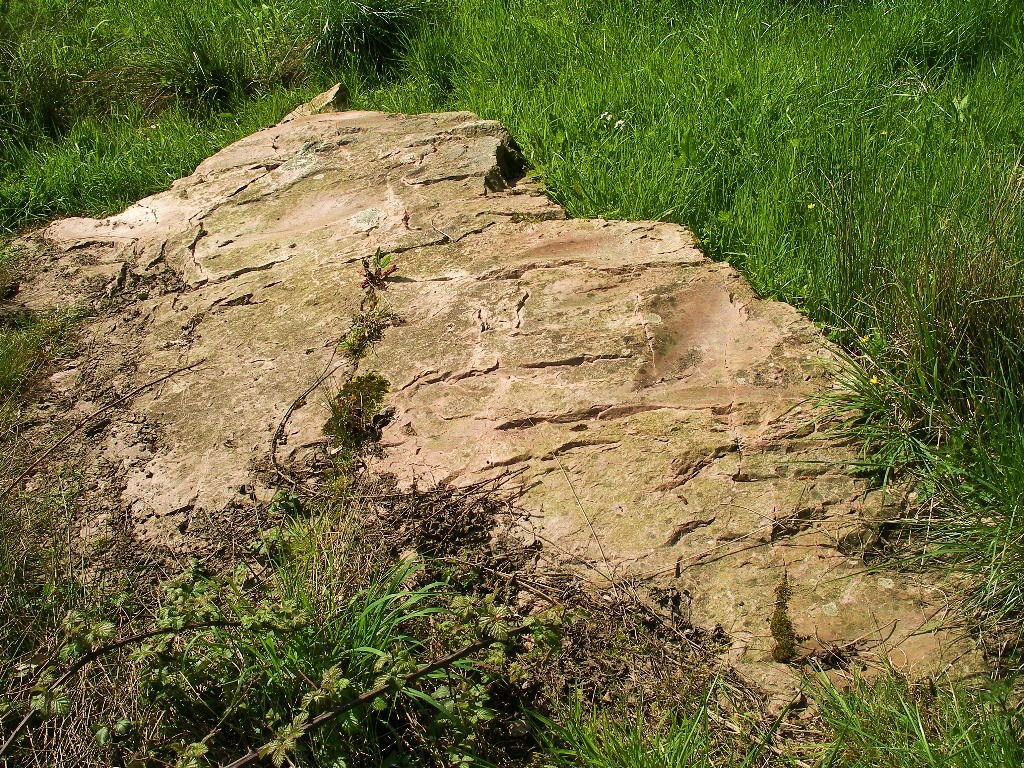
Polissoir sur la rive gauche (inscrit MH).
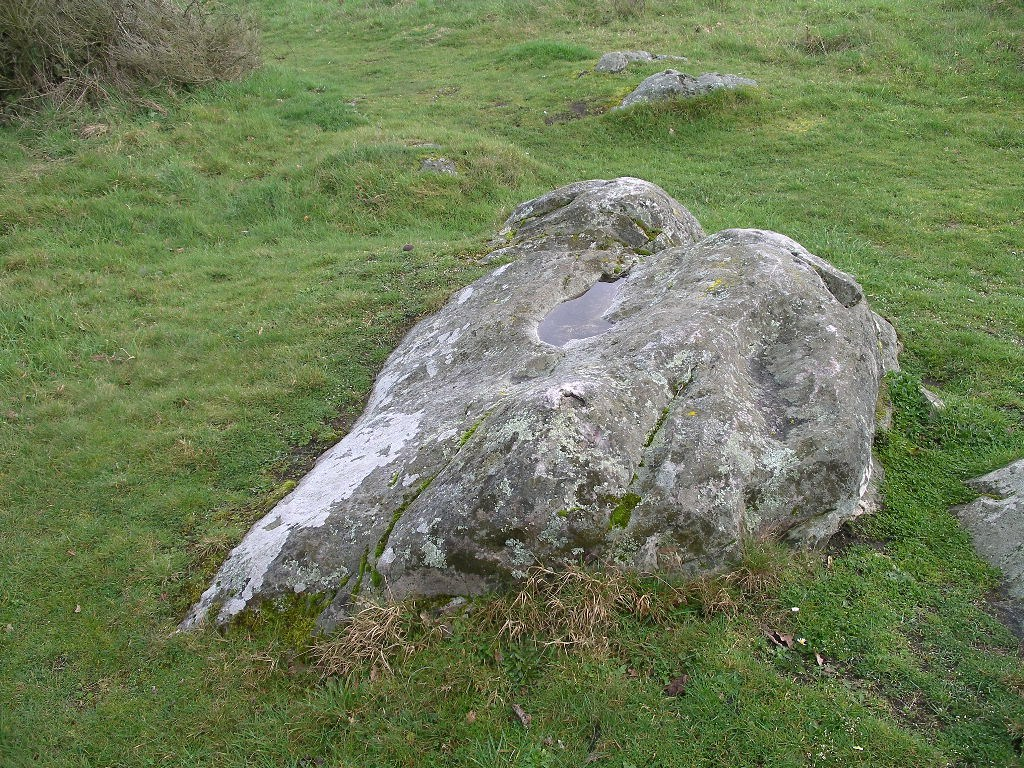
Polissoir au sommet du Mont-Joly.
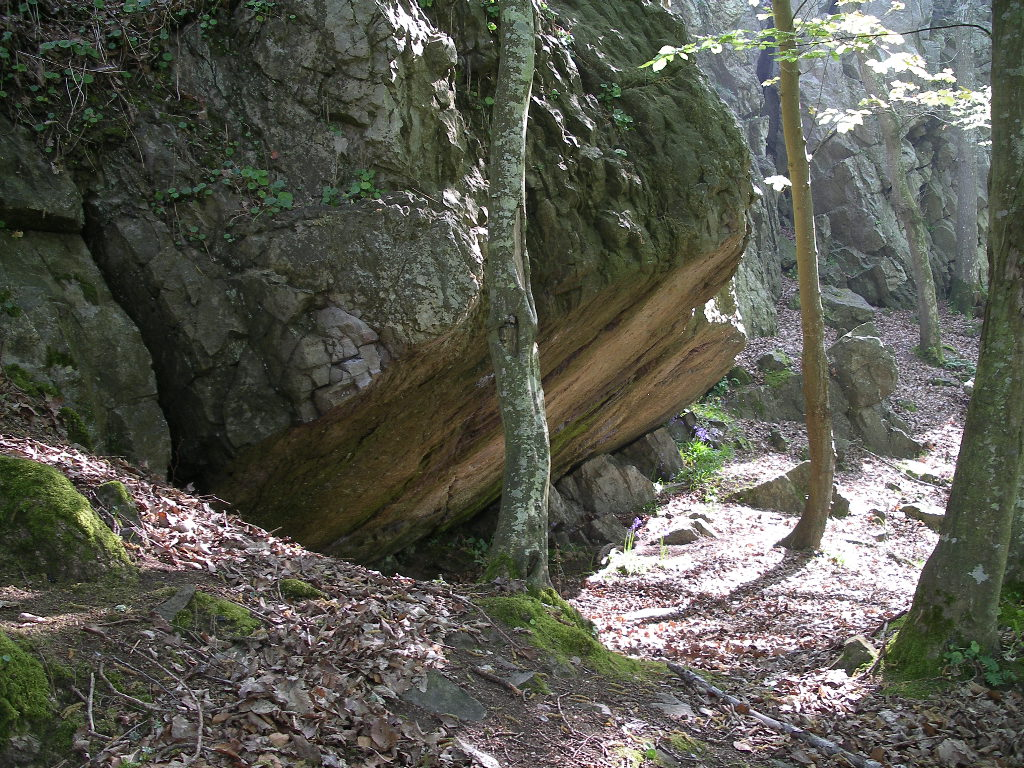
Abri sous roche.